# Auzon Communauté
Die Auzon Communauté ist ein französischer Gemeindeverband mit der Rechtsform einer Communauté de communes im Département Haute-Loire in der Region Auvergne-Rhône-Alpes. Sie wurde am 20. Dezember 2000 gegründet und umfasst zwölf Gemeinden. Der Verwaltungssitz befindet sich im Ort Auzon.

## Historische Entwicklung
Mit Wirkung vom 1. Januar 2017 trat die Gemeinde Chambezon dem Verband bei.
Mit Wirkung vom 1. Januar 2018 verließ die Gemeinde Agnat den hiesigen Verband und trat zur Communauté de communes Brioude Sud Auvergne über.

## Mitgliedsgemeinden
| Gemeinde             | Einwohner 1. Januar 2022 | Fläche km² | Dichte Einw./km² | Code INSEE | Postleitzahl |
| -------------------- | ------------------------ | ---------- | ---------------- | ---------- | ------------ |
| Auzon                | 874                      | 16,96      | 52               | 43016      | 43390        |
| Azérat               | 294                      | 18,11      | 16               | 43017      | 43390        |
| Chambezon            | 130                      | 5,09       | 26               | 43050      | 43410        |
| Champagnac-le-Vieux  | 183                      | 20,61      | 9                | 43052      | 43440        |
| Chassignolles        | 64                       | 18,27      | 4                | 43064      | 43440        |
| Frugerès-les-Mines   | 551                      | 1,08       | 510              | 43099      | 43250        |
| Lempdes-sur-Allagnon | 1.305                    | 10,40      | 125              | 43120      | 43410        |
| Saint-Hilaire        | 158                      | 14,64      | 11               | 43193      | 43390        |
| Saint-Vert           | 108                      | 20,67      | 5                | 43226      | 43440        |
| Sainte-Florine       | 3.257                    | 7,67       | 425              | 43185      | 43250        |
| Vergongheon          | 1.793                    | 12,61      | 142              | 43258      | 43360        |
| Vézézoux             | 631                      | 7,13       | 88               | 43261      | 43390        |
| Auzon Communauté     | 9.348                    | 153,24     | 61               | –          | –            |